# Muttergottesoktav

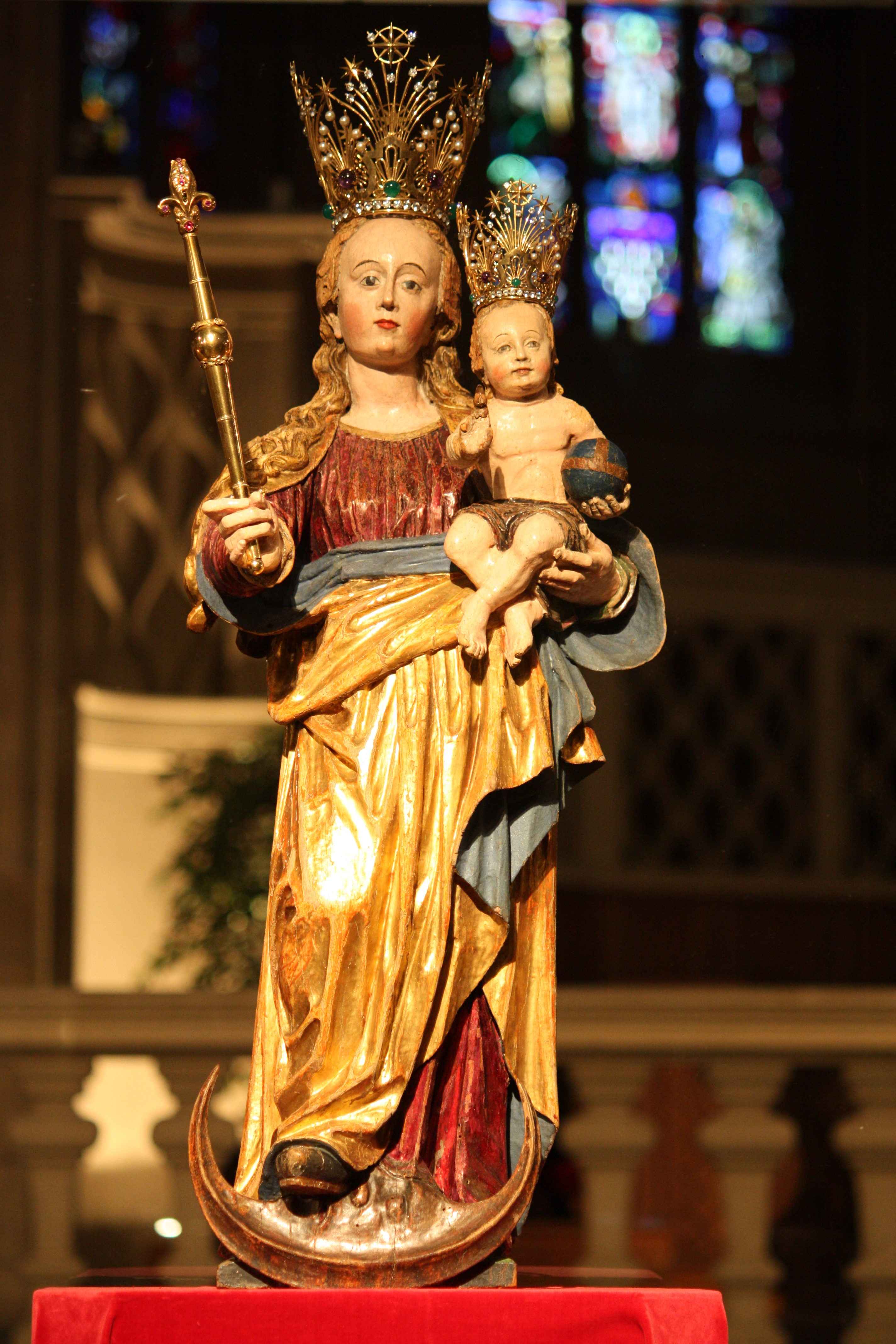
Die 2008 restaurierte Statue der Trösterin

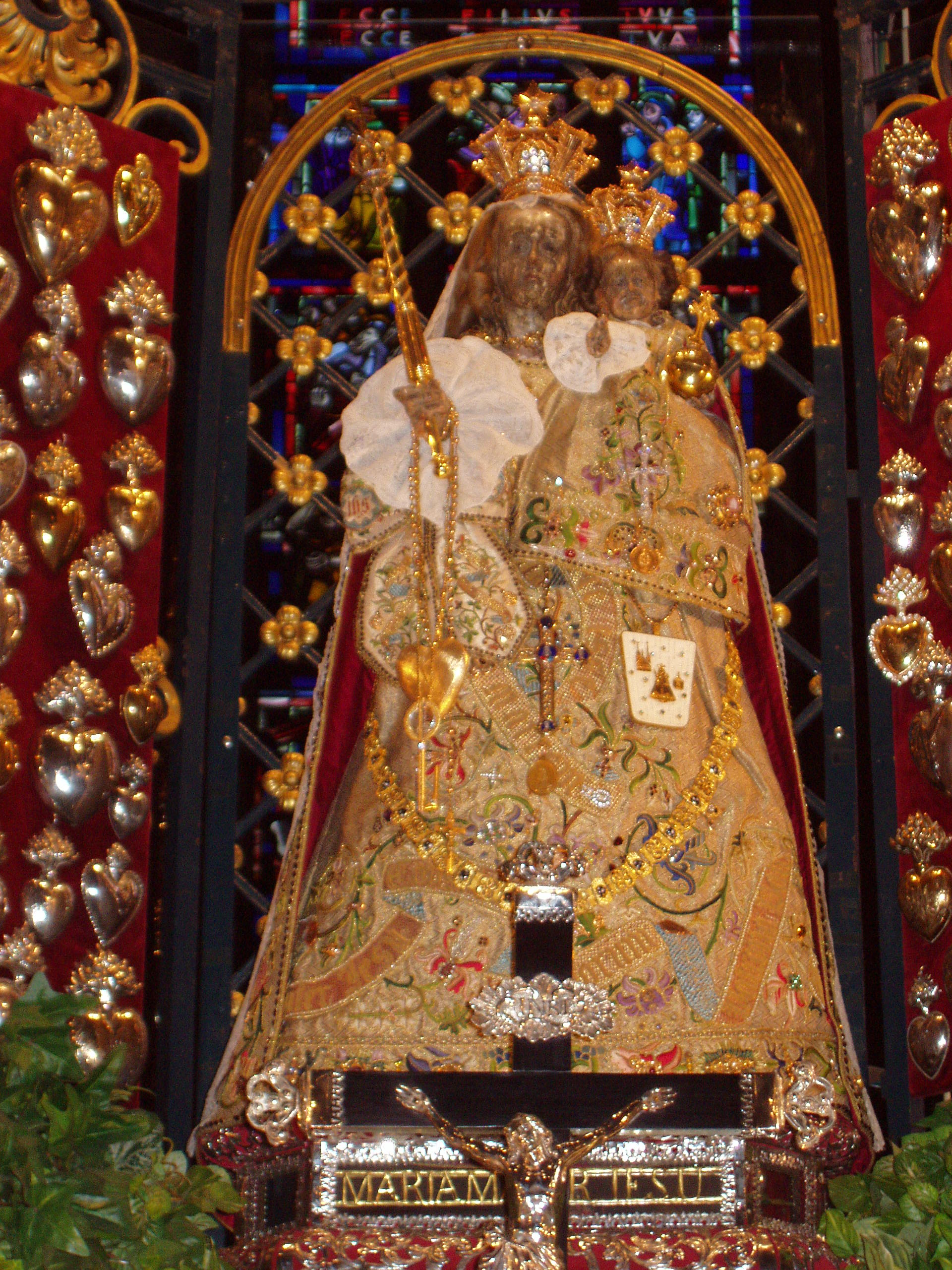
Die Trösterin als Gewandfigur vor der Restaurierung

Jedes Jahr findet in den Wochen zwischen dem dritten und fünften Sonntag der Osterzeit in der Luxemburger Kathedrale die Muttergottesoktav (eigentlich eine Doppel-Oktav), das heißt die Wallfahrt zum Gnadenbild der Muttergottes als Trösterin der Betrübten statt.
Das etwa 73 cm große Gnadenbild, aus Lindenholz geschnitzt, ist eine Marienstatue, die das Jesuskind auf dem linken Arm trägt. Der rechte Fuß zertritt den Kopf der Schlange, und zu ihren Füßen liegt der sichelförmige Mond. Die Statue stammt wahrscheinlich aus Scherpenheuvel/Montaigu in Belgien.

## Geschichte
Diese Wallfahrt geht zurück auf den Jesuitenpater Jacques Brocquart (1588–1660). Er hatte vor den Toren der Stadt, auf dem heutigen Glacis-Feld, ein Grundstück erworben. Hier errichtete er am 8. Dezember 1624 zusammen mit den Studenten des Jesuitenkollegs eine aus Lindenholz geschnitzte Figur Marias, die von nun an dort verehrt werden sollte. Schon im folgenden Jahr konnte infolge der reichlich fließenden Spenden der Grundstein zu einer kleinen Marienkapelle gelegt werden. Als 1626 die Pest ausbrach und Pater Brocquart selbst erkrankte, legte er das Gelübde ab, dass er, falls er je wieder gesund würde, die Kapelle vollenden, barfuß dorthin pilgern und eine zwei Pfund schwere Kerze opfern werde. Der Statue gab er den Namen „Trösterin der Betrübten“. Nachdem er nach wenigen Tagen vollständig genesen war, löste er sein Versprechen ein, und so konnte das Heiligtum am 10. Mai 1626 feierlich eingeweiht werden.
Bald pilgerten Tausende aus allen Teilen des Landes zu der Statue. Maria wurde die Trösterin der Betrübten, als das Volk von Krieg, Hunger und Pest heimgesucht wurde. Es sollen sich auch verschiedene nicht näher bezeichnete Wunder ereignet haben. 1639 wurde das Gnadenbild vom Glacis in die Jesuitenkirche (die 1870 zur Kathedrale erhoben wurde) übertragen, dort acht Tage lang verehrt (daher „Oktav“) und in feierlicher Schlussprozession zur Kapelle auf dem Glacis zurückgetragen.
1666 drohten erneut Pest und Kriegsgefahr. Da erwählten der Provinzialrat, der Stadtmagistrat und die Stände am 10. Oktober 1666 die Trösterin der Betrübten zur Schutzpatronin der Stadt Luxemburg. Deshalb wurde die Oktav am zweiten Sonntag im Oktober gefeiert. Als Ludwig XIV. im Jahr 1672 den Aachener Frieden gebrochen und die Städte Bitburg und Remich zerstört hatte, wählte man die Muttergottes zur Schutzpatronin des ganzen Landes Luxemburg (20. Februar 1678). Zwei Jahre später wurde die Oktav in den Zeitraum zwischen dem vierten und dem fünften Sonntag in der Osterzeit verlegt. Diese 8-tägige Periode wurde im Jahre 1898 zum ersten Mal verlängert, indem der Beginn eine halbe Woche nach vorne verlegt wurde. Die zweite Verlängerung fand im Jahr 1921 statt, wo der Beginn noch ein weiteres Mal um eine halbe Woche nach vorne verlegt wurde und somit der heute noch gültige Zeitraum vom dritten bis fünften Sonntag nach Ostern festgelegt wurde.
1766 ließ die Kirchengemeinde einen kunstreichen Votivaltar anfertigen, auf dem das Gnadenbild bis auf den heutigen Tag während der Oktav aufgestellt wird. Weil während der Französischen Revolution die Glacis-Kapelle zerstört wurde, erhielt die Statue 1794 ihren ständigen Platz in der Jesuitenkirche. Die Oktav geriet jedoch allmählich in Vergessenheit. Im 19. Jahrhundert erlebte die Oktav eine Wiederbelebung, und 1922, unter Bischof Nommesch, wurde die alljährliche Wallfahrt der Oktav auf zwei Wochen ausgedehnt. Dazu wurden deutsche und luxemburgische Wallfahrtslieder komponiert, die bis auf den heutigen Tag gesungen werden, beispielsweise „Wie unsere Väter flehten zu dir, oh Trösterin“, „Klagt in Leid das arme Herz“ oder „Léif Mamm, ech weess et net ze son, wéi gär ech bei dir sinn!“.
Ein kleines Druckbild der Luxemburger Madonna gelangte 1642 ins niederrheinische Deutschland und wurde dort zum bis heute verehrten Gnadenbild der Marienwallfahrt in Kevelaer.
Während des Zweiten Weltkriegs suchten besonders viele Menschen bei der „Trösterin der Betrübten“ Trost und Hoffnung. Die luxemburgische Restauratorin Muriel Prieur hat 2008 die Statue in rund 500 Arbeitsstunden in ihren Originalzustand gebracht.

## Ablauf der Oktav
Auch heute noch, 350 Jahre nach ihren Anfängen, ist die Muttergottesoktav ein Höhepunkt und ein fester Bestandteil des kirchlichen Lebens in Luxemburg. Sie beginnt mit einer Eröffnungsandacht. Nach der Andacht bringen Abgesandte anderer Kirchengemeinden Gaben zum Altar, die symbolisch für die Früchte des Feldes, der Rebe und der menschlichen Arbeit stehen. Das Ende der zweiwöchigen Wallfahrt bildet eine Prozession durch die Straßen der Luxemburger Innenstadt. Die Veranstaltung ist Teil des offiziellen immateriellen Kulturerbes des Landes.